# Xã Spruce Hill, Quận Juniata, Pennsylvania
Xã Spruce Hill (tiếng Anh: Spruce Hill Township) là một xã thuộc quận Juniata, tiểu bang Pennsylvania, Hoa Kỳ. Năm 2010, dân số của xã này là 834 người.